# Incendiu la clubul de noapte Cromañón

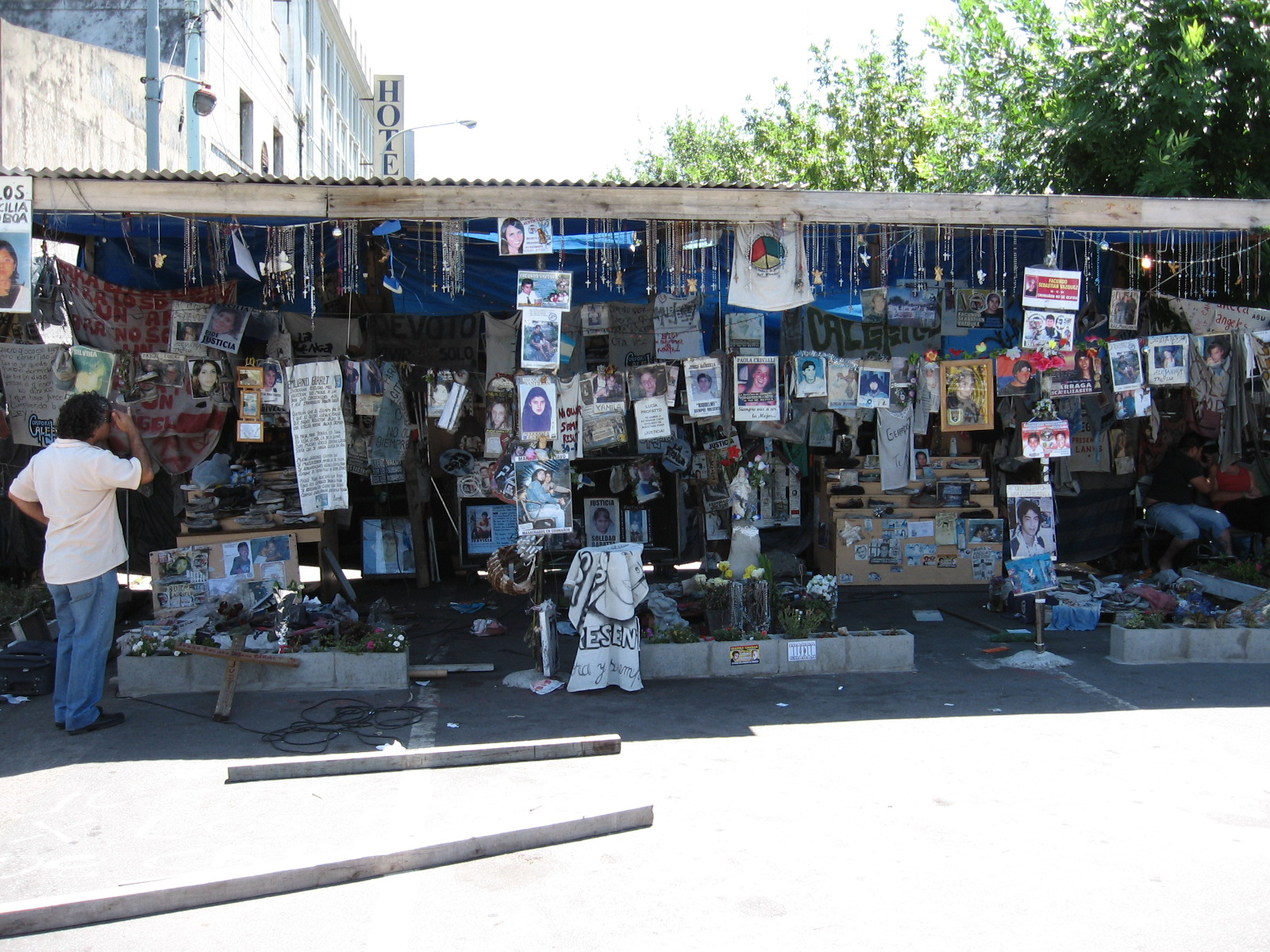
Memorial improvizat pentru cei morți

Un incendiu a izbucnit în clubul de noapte aglomerat República Cromañón din Buenos Aires, Argentina, pe data de 30 decembrie 2004, omorând 194 de persoane și lăsând cel puțin 1.492 răniți.  Cauza directă a fost pirotehnica de interior care a dat foc tavanului. A fost un incendiu legat de artificii și un incendiu în club de noapte .

## Clubul de noapte
República Cromañón ( Republica Cro-Magnon ) a fost un loc care a organizat concerte și evenimente, pe strada Bartolomé Mitre nr. 3060-3066-3070 din cartierul Balvanera din Buenos Aires. A fost operat de Omar Chabán și a fost deschis pe data de 12 aprilie 2004 cu un concert susținut de trupa Callejeros, aceeași trupă care a cântat în noaptea incendiului.
Clubul era într-o clădire cu două etaje, cu o intrare principală cu șase uși în spate care duceau în zona principală a clubului de noapte. În noaptea incendiului, patru din cele șase uși au fost încuiate. Mai exista o conexiune cu un hotel din apropiere, o ieșire de urgență încuiată și o altă ieșire de urgență blocată de un gard în fața scenei.  Aproape nu au existat măsuri de siguranță la incendiu, fără rapoarte despre un sistem de detectare sau alarmă a incendiilor, lumini pentru urgență sau echipamente de stingere a incendiilor; zece din cele cincisprezece stingătoare erau inutilizabile, fără presiune. Licența de siguranță la incendiu a clubului de noapte expirase cu o lună înainte de incendiu. 

## Incendiul
Locația găzduia grupul rock Callejeros⁠(d), cu o audiență de aproximativ 4.000 de persoane, aproape de trei ori mai mult decât capacitatea locației de 1.500.  Incendiul a izbucnit când o rachetă pirotehnică, un dispozitiv popular în sărbătorile de Revelion, a fost aprinsă și a dat foc la spuma din tavan. Accidentul de artificii s-a răspândit rapid, deoarece materialele folosite în clădire pentru decor erau inflamabile: în mare parte lemn, polistiren⁠(d), panouri acustice și o plasă de plastic ( media sombra  ). Plasa a fost atârnată de tavan și a luat foc prima, topindu-se într-o ploaie de foc. În unele părți ale clădirii, umplutură de pluș a fost folosită ca o alternativă ieftină la fibra de lână. Proprietarul și solistul trupei le-au spus patronilor să nu folosească rachete în interiorul clădirii.
Patru dintre cele șase uși, dintre care unele erau ieșiri de incendiu, au fost închise cu lanț  pentru ca „oamenii să nu intre fără să plătească”, potrivit primarului Aníbal Ibarra . Majoritatea victimelor au murit din cauza inhalării de gaze otrăvitoare și monoxid de carbon . </link> După incendiu, instituția tehnică INTI a constatat că, datorită materialelor și volumului clădirii, concentrația de cianuri în aer ar fi fost de aproximativ 225 ppm, suficient pentru a provoca moartea în câteva minute de la inhalare.  Multe dintre victime au fost identificate ca fiind în vârstă de adolescență și 20 de ani, dar salvatorii care au eliberat clubul au găsit și copii și bebeluși.  Supraviețuitorii au raportat că o baie din clubul de noapte a fost folosită drept creșă, unde părinții își puteau lăsa copiii în timp ce urmăreau spectacolul. 

## Urmări
În urma dezastrului, un judecător argentinian a emis un ordin de arestare națională și internațională împotriva lui Omar Chabán⁠(d), om de afaceri local și proprietar al clubului și al altor cluburi de noapte, inclusiv unul numit Cemento, care fusese închis de mai multe ori prin ordonanțe judecătorești. Chabán a fost arestat într-una din casele sale din cartierul Montserrat .
Poliția îi caută în continuare pe cei ce au declanșat racheta ce a pornit focul.  Părțile vinovate riscă de la opt până la douăzeci de ani de închisoare .
Președintele Néstor Kirchner a decretat trei zile de doliu național, iar autoritățile orașului au interzis concerte și au închis toate cluburile de noapte din Buenos Aires în perioada de doliu, pentru a se deschide din nou, una câte una, după ce au fost verificate și aprobate de pompieri. Papa Ioan Paul al II-lea și-a exprimat condoleanțe familiilor victimelor într-un mesaj trimis oficialilor din bisericile argentiniene. 

### Omagii
Părinții multora dintre victime au lucrat pentru a păstra vii amintirile victimelor, plantând 194 de copaci în onoarea decedaților, și creând o expoziție itinerantă cu fotografiile victimelor. O fabrică de ceramică a donat plăci memoriale pentru a fi dispersate în toată țara. 

## Ancheta
Ulterior s-a știut că República Cromañón a fost întârziată pentru o inspecție de pericol de incendiu de la sfârșitul lunii noiembrie 2004. Deși primarul din Buenos Aires  Aníbal Ibarra,⁠(d) a dat vina pe Departamentul de Pompieri al Poliției Federale Argentinei (responsabil pentru inspecții), câteva defecte în sistemul de inspecție al orașului au apărut curând. Pe lângă planificarea proastă a orașului pentru un dezastru de această amploare, criticii l-au subliniat pe Ibarra deoarece nu a reorganizat sistemul de inspecție al orașului Buenos Aires. La câteva zile după incendiu, Ibarra a remanierat întreaga administrație de securitate și urgență din Buenos Aires. Legislativul orașului a anunțat că primarul Ibarra se va confrunta cu o sesiune de interogări, dar nu a reușit să obțină voturile necesare pentru a forța interogarea sa. La scurt timp după aceea, Ibarra s-a supus în mod voluntar unei sesiuni de interogări și a anunțat un referendum revocator pentru a decide dacă va rămâne în funcție sau nu.
Rudele și prietenii morților au organizat mai multe marșuri în Plaza de Mayo⁠(d)  cerând demisia lui Aníbal Ibarra⁠(d) din funcția de primar al orașului Buenos Aires, condamnarea lui Omar Chabán și un sistem de inspecție mai eficient. Unele dintre aceste marșuri s-au încheiat cu incidente între protestatari și poliție.
Pe data de 14 noiembrie 2005, un juriu de acuzare⁠(d) format de Legislatura din Buenos Aires l-a suspendat pe primarul Ibarra pentru patru luni, în așteptarea unei investigații a performanței sale care ar putea duce la demiterea sa. El a acuzat opoziția că a manipulat familiile victimelor incidentului pentru a-i ruina cariera. Pe data de 7 martie 2006, după patru luni de deliberări, juriul de acuzare a votat revocarea lui Ibarra din funcție.

## Procesul
Un proces a început pe data de 19 august 2008 și a durat un an. Judecătorii au auzit de la peste 300 de martori, care au spus că fanii tineri au aprins o rachetă care a lovit tavanul. S-a dezvăluit că trupa era responsabilă de organizarea concertului, securitatea și intrarea în club în acea noapte. S-a considerat că trupa nu a fost de vină pentru că clubului i s-a acordat o autorizație, deși nu aveau măsuri de bază de siguranță la incendiu, cum ar fi extinctoare, ieșiri de urgență funcționale și pereți și tavane neinflamabile. 
Inculpații au fost condamnați după cum urmează:
- Omar Chabán⁠(d) : 20 de ani de închisoare [9]
- Raúl Villarreal: 1 an de închisoare cu suspendare
- Membrii Callejeros⁠(d) : achitați, apoi rejudecati în 2011: pedeapsă de 11 ani de închisoare (redusă la 7 ani în 2012)
- Diego Argañaraz (managerul Callejeros): pedeapsă de 18 ani de închisoare
- Fabiana Fiszbin (fostă secretară de control): 2 ani de închisoare
- Ana María Fernández (fostă funcționară guvernamentală din Buenos Aires): pedeapsă de 2 ani de închisoare
- Subcomisarul Carlos Díaz: pedeapsă de 18 ani de închisoare
- Comisarul Miguel Belay: achitat

Membrii trupei Callejeros au fost absolviți în procesul din 2009, dar curtea de apel din 2011 a decis că au împărțit responsabilitatea pentru incendiu: martorii au spus că trupa a încurajat publicul să tragă rachete. 